# Eucobresia nivalis
Eucobresia nivalis is een slakkensoort uit de familie van de Vitrinidae. De wetenschappelijke naam van de soort is voor het eerst geldig gepubliceerd in 1854 door Dumont & Mortillet.